# 奥陌陌
（「先探之人」），原定名 1I/2017 U1，是已知第一颗經過太陽系的星際天體。它於2017年10月18日（UT）在距離地球約0.2 AU（30,000,000 km；19,000,000 mi）處被泛星1號望遠鏡發現，並在極端雙曲線的軌道上運行。起初它被認為是一顆彗星，但經過長時間觀測研究後，發現其不具有彗髮構造，也不是小行星，暫時被歸類為不明飛行物。
依據最初二個星期的觀測，2017 U1的軌道離心率是1.1922 ± 0.00268，是在已知在太陽系內天體第二高的；目前的纪录是鮑里索夫彗星的约为3；之前的紀錄是C/1980 E1的1.057。以如此高的離心率進入，顯示它必然是一顆星際天體，會不受太陽引力的約束，以高離心率離開太陽系。
也因其特殊的特性，被少數的科學家如以色列裔的美國天體物理學家亞伯拉罕·勒布認為其真實身分為外星飛船。

## 觀測
這可能是星際天體的第一個例子，相對於太陽以每秒26公里的雙曲線過剩速度出現在天琴座 。這個方向接近太陽向點，是太陽系外天體最有可能出現的方位。如果天體測量沒有嚴重的問題，唯一可能的軌道就是明確的雙曲線。
假設它的反照率是10%，有可能是顆直徑約160米的岩石。4.2米的威廉·赫歇爾望遠鏡在10月25日觀察了它的光譜，呈現出紅色，像是古柏帶的天體。
回推它的軌道，計算出這顆小行星在2017年9月9日通過了近日點，並在2017年10月14日以0.16 AU（24,000,000 km；15,000,000 mi）的距離掠過地球。這顆天體微小且黯淡，光度始終在視星等在21等之下。通過近日點後，朝飛馬座方向離去。
噴射推進實驗室的計算機顯示，該天體在100年前距離太陽大約為558天文單位（830億公里）。
在2017年10月26日，從卡特林那巡天系統在10月14日和10月17的資料中找到兩次的回溯發現 。
| 在距離太陽200 天文單位的入港速度 |      |           |
| 天體                             | 年度 | 速度 km/s |
| C/1980 E1 (Bowell)               | 1765 | 2.98      |
| C/2010 X1 (Elenin)               | 1798 | 2.96      |
| C/2012 S1 (ISON)                 | 1801 | 2.99      |
| A/2017 U1                        | 1982 | 26.3      |

## 性質
在2017年10月25日，甚大望遠鏡（VLT）以非常深刻的疊加影像發現該天體沒有任何顯示有彗髮的跡象。因此，該天體被重新命名為A/2017 U1，成為第一顆從彗星永遠轉命名為小行星的天體。
缺乏彗髮顯示，它可能起源於某顆恆星的凍結線外側的天體，或是在該恆星系統外的區域足夠長的時間，所有接近表面的物質都凍結成冰了。
據多個望遠鏡對奥陌陌的軌道測量，發現它受到來自太陽、行星與氣體和塵埃釋出導致的作用力，因此屬於彗星成分。
也有天體物理學家如亞伯拉罕·勒布相信，奥陌陌是利用光帆推进的外星飞船。

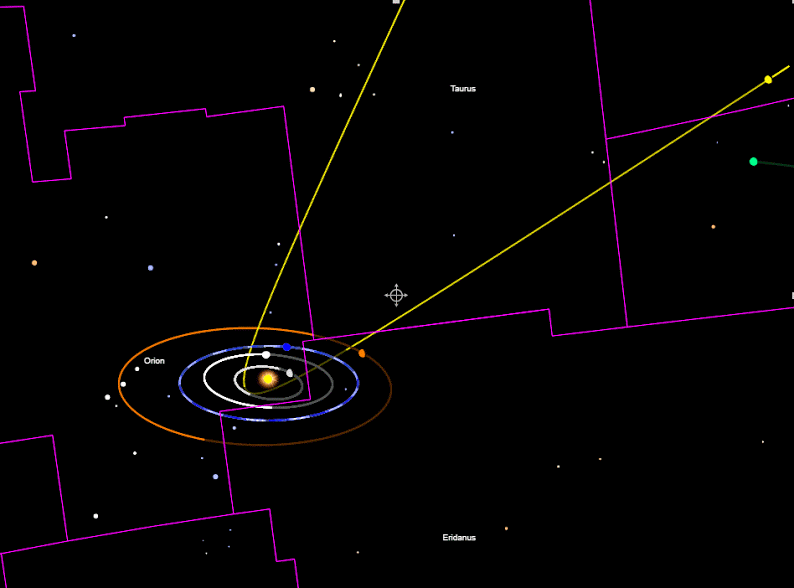
小行星A/2017 U1可能來自太陽系之外。
Tony Dunn
orbitsimulator.com

點一下啟動動畫：彗星C/2017 U1可能的雙曲線軌道。
Tony Dunn
orbitsimulator.com

## 註解
1. ↑  彗星C/2012 S1 (ISON)通過近日點的峰值速度為 377 km/s （页面存档备份，存于），因為它的近日點距離為0.0124AU，比C/2017 U1近了20倍。
2. ↑  相對於太陽系的黃道面，這個數值大於90度，表示它與太陽系天體的運行方向相反，它的軌道面與行星的軌道平面傾斜了約60度。
3. ↑  陸譯「奥陌陌」，臺譯「斥候星」，港譯「首使星」；臺語諧音暱稱「烏嘛嘛」。
4. ↑  1I/2017 U1 为其学術編號，“1I”中的字母I代表了星际彗星，1則是指此类天体中的第一个。
5. ↑  相較之下，彗星C/1980 E1只在500天文單位的距離上以4.2Km/s的速度移動。

## 外部連結
- Could Solar Radiation Pressure Explain 'Oumuamua's Peculiar Acceleration? （页面存档备份，存于）